# Smita
Smita, o Smitha, (cuyo nombre verdadero es Smita Vallurupalli; nacida el 4 de septiembre de 1980 en Vijayawada, Andhra Pradesh) es una cantante de playback india, cuyas canciones han sido interpretadas para numerosas películas de Tollywood, Bollywood, tamiles y Kannada. Ella también ha lanzado numerosos álbumes de género Indi-pop y actuó en una película del cine Telugu titulada "Malliswari".
Ella tiene millones de discos vendidos, además con unas 200 giras de conciertos en ocho países, 75 canciones de playvack y demostró su capacidad para cantar en seis idiomas.

## Carrera
Smita tenía cuatro años cuando se presentó por primera vez en una función de un día anual de su escuela en Vijayawada. Interpretó una canción titulada "Doe a Deer", para una película titulada "The Sound of Music", en la que ella había visto en innumerables ocasiones. Llegó a la escena, se paró frente al micrófono y cantó una canción con mucha confianza. Ella fue vista tocando sus pies y su cuerpo balanceándose al ritmo de la música. Ella se ganó un montón de aplausos.
A medida que crecía, ella empezó asistir para muchas competiciones y siempre volvía a casa con algún premio. Por lo general, en su escuela se habían elegido a estudiantes de su escuela cursando el 8º grado, para participar en uno coro, pero al ver el entusiasmo y el talento de Smita, el profesor de música la llevó para formar parte del coro de su, aunque ella estaba cursando el sexto grado. Después de dos años ella ha desempeñado un papel vital en el perfeccionamiento de sus habilidades para el canto y la música. En su casa utilizaba para pasar una buena cantidad de tiempo, viendo programas musicales en la televisión y solía cantar y demostrar su emoción como cualquier otra estrella. Por esta vez sus padres sabían con certeza que ella iba hacerlo muy bien si se dedicaba al canto y las artes escénicas, pero lo más importante para ella, fue su reto de encontrar el camino para seguir e inociarse en su carrera artíitica.

## Destaca década de su carrera como cantante
1.- El éxito de "Hairabba" cambió su nombre por Hairabba Smita.
2.- Su primer experimento remezclada en telugu de la vamción titulada "Masaka Masaka", hizo enormes ventas, creando así un mercado para sus álbumes de música con canciones no interpretadas para películas.
3.- Su Álbum en tamil titulado "Kalakkal", ha sido un éxito en el estado de Tamil Nadu y empezaron a llamarla como Kalakkal Smita.
4.- En la gala de entrega de los Premios Filmfare por su canción titulada "Evaraina Choosuntara" de Anukokunda oka Roju, obtuvo reconocimientos.
5.- Ha sido considerada como la primera artista de género pop de la India, para lanzar un álbum con canciones cantadas en tres idiomas simultáneamente, con una etiqueta de prestigiocomo los sellos Sony y BMG.

## Como negociante
Además de dedicarse a su carrera como cantante pop, se aventuró en el negocio en el 2002 por  "Bubbles Hair & Beauty" en Jubilee Hills, Hyderabad, que pasó a convertirse en el punto de referencia del segmento de belleza en Hyderabad. Ella comenzó en Vijayawada en el 2006 y también tiene un centro de fitness bajo el nombre de "ICE".